# Canton d'Épernay-1
Le canton d'Épernay-1 est un canton français située dans le département de la Marne et la région Grand Est.

## Géographie
Ce canton est organisé autour de'Épernay dans les arrondissements d'Épernay et de Reims. Son altitude varie de 77 m (Cumières et Mardeuil) à 282 m (Ambonnay).

## Histoire
Le canton d'Épernay-I est créé par décret du 13 juillet 1973 scindant en deux le canton d'Épernay.
Par décret du 21 février 2014, le nombre de cantons du département est divisé par deux, avec mise en application aux élections départementales de mars 2015. Le canton d'Épernay-1 est conservé et voit ses limites territoriales remaniées.

## Représentation

### Conseillers généraux de 1973 à 2015
| Période | Période | Identité        | Étiquette    | Qualité                                                                                   |
| ------- | ------- | --------------- | ------------ | ----------------------------------------------------------------------------------------- |
| 1973    | 2004    | Jacques Houdard | DVD puis UDF | Notaire à Épernay                                                                         |
| 2004    | 2015    | Benoît Moittié  | UMP          | Assistant parlementaire Adjoint au maire d'Épernay Élu en 2015 dans le canton d'Épernay-2 |

### Conseillers départementaux après 2015
| Période élective | Période élective | Mandat | Mandat   | Identité                 | Nuance | Nuance | Qualité |
| ---------------- | ---------------- | ------ | -------- | ------------------------ | ------ | ------ | --- |
| 2015             | 2021             | 2015   | 2021     | Marie-Christine Bression |        | DVG    | Assistante sociale retraitée, conseillère municipale de Mardeuil |
| 2015             | 2021             | 2015   | 2021     | M. Dominique Lévêque     |        | PS     | Maire d'Ay (1989-2015) Maire d'Aÿ-Champagne (depuis 2016) Président de la Communauté de communes de la Grande Vallée de la Marne Conseiller général du canton d'Ay (1994-2015) |
| 2021             | 2028             | 2021   | en cours | Jonathan Rodrigues       |        | UDI    | Collaborateur parlementaire Conseiller municipal d'Épernay |
| 2021             | 2028             | 2021   | en cours | Véronique Rondelli-Luc   |        | DVD    | Chef d'entreprise à Aÿ-Champagne |

### Résultats détaillés

#### Élections de mars 2015
À l'issue du 1er tour des élections départementales de 2015, trois binômes sont en ballottage : Sébastien Durançois et Cindy Godart (FN, 30,49 %), Marie-Christine Bression et Dominique Lévêque (PS, 28,69 %) et Barbara Naveau et Jonathan Rodrigues (Union de la Droite, 28,5 %). Le taux de participation est de 49,53 % (9 471 votants sur 19 120 inscrits) contre 48,93 % au niveau départemental et 50,17 % au niveau national.
Au second tour, Marie-Christine Bression et Dominique Lévêque (PS) sont élus avec 38,07 % des suffrages exprimés et un taux de participation de 51,22 % (3 597 voix pour 9 790 votants et 19 114 inscrits).

#### Élections de juin 2021
Le premier tour des élections départementales de 2021 est marqué par un très faible taux de participation (33,26 % au niveau national). Dans le canton d'Épernay-1, ce taux de participation est de 26,85 % (5 101 votants sur 18 995 inscrits) contre 28,76 % au niveau départemental. À l'issue de ce premier tour, deux binômes sont en ballottage : Jonathan Rodrigues et Véronique Rondelli-Luc (Union au centre et à droite, 38,23 %) et Dominique Bureau et Marjolaine Serror (RN, 25,81 %).
Le second tour des élections est marqué une nouvelle fois par une abstention massive équivalente au premier tour. Les taux de participation sont de 34,36 % au niveau national, 29,32 % dans le département et 27,74 % dans le canton d'Épernay-1. Jonathan Rodrigues et Véronique Rondelli-Luc (Union au centre et à droite) sont élus avec 68,5 % des suffrages exprimés (3 280 voix pour 5 272 votants et 19 008 inscrits),,. 

## Composition

### Composition de 1973 à 2015

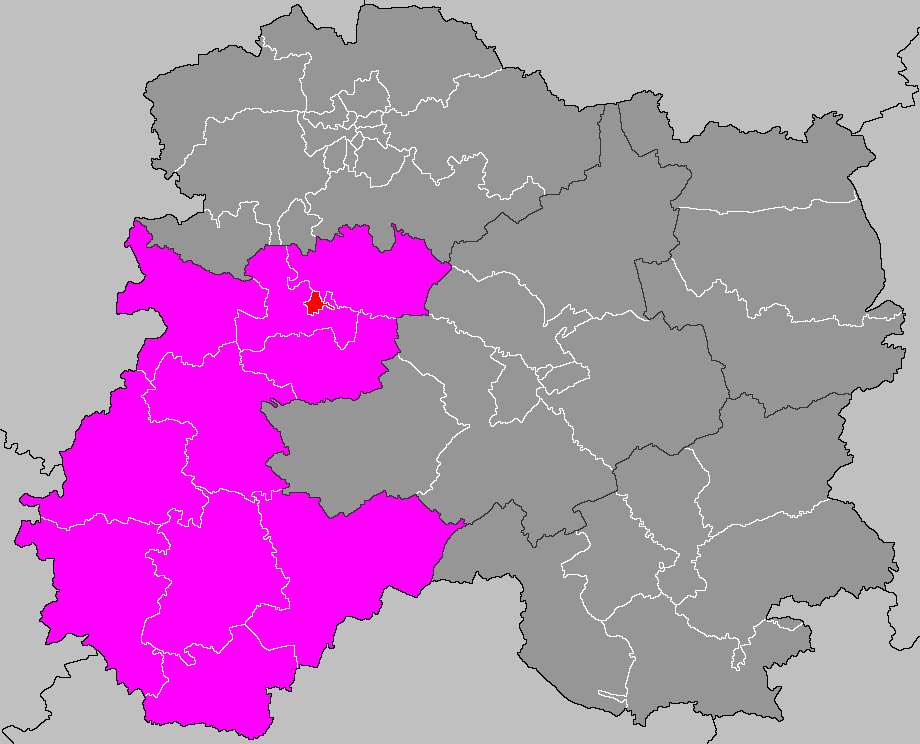
Situation du canton d'Épernay-1 dans le département de la Marne avant 2015.

Lors de sa création, le canton d'Épernay-I est composé de la portion de territoire de la ville d'Épernay déterminée par l'axe des voies ci-après : allée de la Forêt côté Nord, avenue du Maréchal-Foch côté Est, rue Dom-Pérignon côté Sud, rue Frédéric-Plomb côté Ouest, rue Comte-de-Lambertye côté Nord, rue de l'Hôpital côté Ouest, rue Comte-de-Lambertye côté Sud, rue Frédéric-Plomb côté Est, avenue Paul-Bert côté Nord, avenue du Général-Margueritte côté Est, pourtour hôpital-hospice Auban-Moët, rue de l'Hôpital côté Est, rue du Colonel-Tiffoinet côté Nord, rue de Bel-Air côté Est, allée d'Aquitaine côté Sud, allée d'Aquitaine côté Est, rue du Limousin côté Est, rue du Moulin-à-Vent côté Est, rue de la Cité côté Sud, rue Croix-de-Bussy côté Ouest, rue des Vignes-Blanches, limite réservoir des eaux, rue Godait-Roger côté Est, rue de la Belle-Noue côté Sud, rue de la Belle-Noue côté Nord, rue Godart-Roger côté Est, avenue de Champagne côté Sud, limite de la ville d'Épernay et de la commune de Chouilly, ligne de chemin de fer côté Sud, limite Est Société nautique et axe de la Marne puis limite de la ville d'Épernay et de la commune de Mardeuil.

### Composition depuis 2015
À la suite du redécoupage cantonal de 2014, le canton était composé de vingt communes entières et d'une fraction de la commune d'Épernay.
| Nom                             | Code Insee | Intercommunalité                           | Superficie (km2) | Population (dernière pop. légale)               | Densité (hab./km2) | Modifier                                    |
| ------------------------------- | ---------- | ------------------------------------------ | ---------------- | ----------------------------------------------- | ------------------ | ------------------------------------------- |
| Épernay (bureau centralisateur) | 51230      | CA Épernay, Coteaux et Plaine de Champagne | 22,69            | Fraction : 7 599 (2022) Commune : 22 022 (2022) | 971                | modifier les données · modifier les données |
| Ambonnay                        | 51007      | CC de la Grande Vallée de la Marne         | 11,80            | 962 (2022)                                      | 82                 | modifier les données · modifier les données |
| Avenay-Val-d'Or                 | 51028      | CC de la Grande Vallée de la Marne         | 12,49            | 961 (2022)                                      | 77                 | modifier les données · modifier les données |
| Aÿ-Champagne                    | 51030      | CC de la Grande Vallée de la Marne         | 31,94            | 5 148 (2022)                                    | 161                | modifier les données · modifier les données |
| Bouzy                           | 51079      | CC de la Grande Vallée de la Marne         | 6,26             | 833 (2022)                                      | 133                | modifier les données · modifier les données |
| Champillon                      | 51119      | CC de la Grande Vallée de la Marne         | 1,46             | 511 (2022)                                      | 350                | modifier les données · modifier les données |
| Cumières                        | 51202      | CA Épernay, Coteaux et Plaine de Champagne | 2,99             | 716 (2022)                                      | 239                | modifier les données · modifier les données |
| Dizy                            | 51210      | CC de la Grande Vallée de la Marne         | 3,23             | 1 485 (2022)                                    | 460                | modifier les données · modifier les données |
| Fontaine-sur-Ay                 | 51256      | CC de la Grande Vallée de la Marne         | 7,72             | 315 (2022)                                      | 41                 | modifier les données · modifier les données |
| Germaine                        | 51266      | CC de la Grande Vallée de la Marne         | 14,87            | 529 (2022)                                      | 36                 | modifier les données · modifier les données |
| Hautvillers                     | 51287      | CC de la Grande Vallée de la Marne         | 11,77            | 628 (2022)                                      | 53                 | modifier les données · modifier les données |
| Magenta                         | 51663      | CA Épernay, Coteaux et Plaine de Champagne | 0,97             | 1 686 (2022)                                    | 1 738              | modifier les données · modifier les données |
| Mardeuil                        | 51344      | CA Épernay, Coteaux et Plaine de Champagne | 9,19             | 1 463 (2022)                                    | 159                | modifier les données · modifier les données |
| Mutigny                         | 51392      | CC de la Grande Vallée de la Marne         | 3,75             | 206 (2022)                                      | 55                 | modifier les données · modifier les données |
| Nanteuil-la-Forêt               | 51393      | CC de la Grande Vallée de la Marne         | 14,55            | 300 (2022)                                      | 21                 | modifier les données · modifier les données |
| Saint-Imoges                    | 51488      | CC de la Grande Vallée de la Marne         | 17,13            | 331 (2022)                                      | 19                 | modifier les données · modifier les données |
| Tours-sur-Marne                 | 51576      | CC de la Grande Vallée de la Marne         | 23,51            | 1 371 (2022)                                    | 58                 | modifier les données · modifier les données |
| Val de Livre                    | 51564      | CC de la Grande Vallée de la Marne         | 22,34            | 591 (2022)                                      | 26                 | modifier les données · modifier les données |
| Canton d'Épernay-1              | 5107       |                                            |                  | 25 635 (2022)                                   |                    | modifier les données                        |

À la suite du regroupement, au 1er janvier 2016, des communes d'Aÿ, Bisseuil et Mareuil-sur-Aÿ pour former la commune nouvelle d'Aÿ-Champagne, d'une part, et, d'autre part, de Louvois et Tauxières-Mutry pour former la commune nouvelle de Val de Livre, le canton comprend désormais :
1. dix-sept communes entières,
2. la partie de la commune d'Épernay située au nord d'une ligne définie par l'axe des voies et limites suivantes : depuis la limite territoriale de la commune de Mardeuil, avenue Jean-Jaurès, rue Pasteur, rue de Nommois, rue du Moulin-Brûle, place Victor-Hugo, rue de la Tour-Biron, rue des Tanneurs, boulevard de la Motte, rue Pierre-Semard, rue de Verdun, rue d'Alsace, avenue de Champagne, rue Godart-Roger, rue Henri-Lelarge, rue Croix-de-Bussy, rue Maurice-Cerveaux, rue Godart-Roger, rue de Belle-Noue (exclue), chemin des Hautes-Justices, avenue du Vercors, avenue d'Ettinglen, rue Johannes-Brahms, ligne droite de l'intersection des rue Johannes-Brahms et rue Jean-Sébastien-Bach à la limite territoriale de la commune de Chouilly.

## Démographie

### Démographie avant 2015
| 1975 | 1982 | 1990   | 1999   | 2006   | 2011   | 2012   |
| ---- | ---- | ------ | ------ | ------ | ------ | ------ |
| -    | -    | 12 727 | 12 821 | 12 737 | 12 642 | 12 526 |

### Démographie depuis 2015
En 2022, le canton comptait 25 635 habitants, en évolution de −4,21 % par rapport à 2016 (Marne : −1,19 %, France hors Mayotte : +2,11 %).
| 2013   | 2018   | 2022   |
| ------ | ------ | ------ |
| 27 224 | 26 169 | 25 635 |